# Jacob Reiner
Jacob Reiner (auch Jakob Reiner; * um 1559 in Altdorf; † 12. August 1606 ebenda) war ein deutscher Kapellmeister, Musiklehrer und Komponist.

## Leben
Reiner erhielt seine schulische und musikalische Ausbildung an der Klosterschule der Benediktinerabtei Weingarten. 1574 wurde er für zwei Jahre Schüler von Orlando di Lasso in München. Anschließend kehrte er an die Abtei Weingarten zurück. Dort wirkte er als Musiklehrer, Kapellmeister und Komponist, ohne je Mitglied des Konvents geworden zu sein. Möglicherweise wirkte er auch an den Orgeln der Abtei.
Reiner komponierte Messen, Motetten, Psalmen, Madrigale und Geistliche Lieder; seine Werke waren zunächst durch seinen Lehrer Orlando die Lasso geprägt, später bezieht er auch die Venezianische Mehrchörigkeit mit ein. Sein Ruf als hervorragender Musiker blieb nicht auf das Kloster beschränkt. Er widmete seine Stücke auch dem Konstanzer Fürstbischof Andreas von Österreich sowie anderen Herrschern und Äbten. Im 19. Jahrhundert wurde die Musik Reiners wiederentdeckt; zu seiner heutigen Bekanntheit trug insbesondere auch Erno Seifriz bei. 
Sein Sohn war der Komponist und Hofkapellmeister Ambrosius Reiner.

## Werke (Auswahl)
- Liber cantionum sacrarum, Berg, München 1579 (Digitalisat)
- Schöne newe Teutsche Lieder, mit vier vnd fünff Stimmen, sambt zwayen zu end Lateinischen Liedlein, welche nit allein lieblich zu singen, sonder auch auff allerley Jnstrumenten zugebrauchen, Berg, München 1581 (Digitalisat)
- Septem Psalmi poenitentiales tribus vocibus ad singulos musicos tonos artificiosa compositione concinnati et 6 mutetae, Berg, München 1586.
- Christliche Gesänge, Teutsche Psalmen, Mayer, Dillingen 1589.
- Cantica sive muteatae, 1595.
- Liber motettarum sive cantionum sacrarum, Heinrich, München 1600.
- Sacrarum missarum, 1604.